# NGC 6919
NGC 6919 је спирална галаксија у сазвежђу Микроскоп која се налази на NGC листи објеката дубоког неба.
Деклинација објекта је - 44° 13' 0" а ректасцензија 20h 31m 38,0s. Привидна величина (магнитуда) објекта NGC 6919 износи 12,9 а фотографска магнитуда 13,6. Налази се на удаљености од 69,603 милиона парсека од Сунца. NGC 6919 је још познат и под ознакама ESO 285-27, MCG -7-42-11, IRAS 20282-4423, PGC 64883.